# 日本舌側矯正歯科学会
日本舌側矯正歯科学会（にほんぜっそくきょうせいしかがっかい、Japan Lingual Orthodontic Association;JLOA）とは、舌側矯正を中心とした学問を取り扱う専門学術団体の一つである。

## 概要
1988年に日本舌側矯正学術会として設立。2008年より日本舌側矯正歯科学会。会員数500名超。2025年現在、理事長は伝法昌広。日本舌側矯正歯科学会は、日本での舌側矯正を発展させていくため、会員相互が意見・技術を交換して、より高度な術式を習得するための場を提供することを目的に、1988年に結成された。本会の年間活動では、総会や舌側矯正のタイポドントコースの開催および学会雑誌の発行をおこなう。対外活動として、アメリカやヨーロッパの舌側矯正学会の総会での発表、ケースプレゼンテーションの支援など。

## 本部事務局
- 〒162-0041 東京都新宿区早稲田鶴巻町519番地 洛陽ビル3F 株式会社春恒社 学会事務部内

## 学会誌
- 『日本舌側矯正歯科学会会誌』 ISSN 1883-6216

## 専門認定
- 歯科医師
  - 舌側矯正認定医 （アクティブメンバー）

## 加盟団体
- 日本歯学系学会協議会
- 日本学術会議協力学術研究団体